# Usbekische Streitkräfte
Die Streitkräfte Usbekistans (usbekisch O’'zbekiston Respublikasi Qurolli Kuchlari) gehören zu den bedeutendsten Zentralasiens und zählen etwa 52.500 Soldaten.

## Struktur und Kosten
Taschkent – die Hauptstadt Usbekistans – war das Hauptquartier des Militärbezirks Turkestan der Sowjetarmee. Als das Land 1991 beim Zerfall der Sowjetunion unabhängig wurde, übernahm es diese Struktur. In den späteren Jahren wurden die russischen bzw. slawischen Offiziere gegen ethnische Usbeken ausgetauscht und das usbekische Militär wurde auf die neuen Bedürfnisse der usbekischen Regierung umstrukturiert, wie der Bekämpfung ziviler Unruhen und des Drogenhandels sowie der Verfolgung der islamistischen Hizb ut-Tahrir und anderer islamisch-fundamentalistischer Gruppierungen.
Die usbekische Regierung gab in Jahren 1992 bis 2006 zwischen 0,8 % und 3,7 % des BIP für ihr Militär aus. Dies steigerte sich 2007 auf 4,8 % des BIP und somit die beträchtliche Summe von umgerechnet knapp über 900 Mio. US-Dollar. Zum Vergleich: Der Etat der deutschen Bundeswehr beträgt nur etwa 1,22 % des BIP (37 Milliarden Euro, Stand: 2017).
Die Streitkräfte bestehen aus den Landstreitkräften, den Luft- und den Luftverteidigungskräften, den Sicherheitskräften (interne und Grenztruppen) und der Nationalgarde. Das Land besitzt wegen fehlender Anbindung an die Weltmeere nur Flussstreitkräfte und keine regelrechte Marine. Gemäß dem Verteidigungsgesetz von 1992 ist die Armee nur für defensive Zwecke einzusetzen. Das Rekrutenpotential Usbekistans umfasst sechs Millionen Männer im Alter von 18 bis 49 Jahren.

## Gliederung

### Landstreitkraft (Heer)
Das 40.000 Soldaten umfassende Heer gliedert sich in vier Militärbereiche, zwei operative Kommandos und dem Hauptstadt-Kommando. Es sind zehn motorisierte Schützenbrigaden, eine Gebirgsinfanteriebrigade, eine Luftlandebrigade, eine Luftsturmbrigade, ein Spezialeinsatzverband und eine Panzerbrigade vorhanden.

#### Ausrüstung und Truppenstärke
| Landstreitkraft (Heer) |                   |
| Soldaten               | 40.000            |
| Kampfpanzer            |                   |
| T-72                   | 79                |
| T-64                   | 100               |
| T-62                   | 170               |
| T-55                   | 80                |
| davon einsatzfähig     | 414 (Stand: 2007) |
| Gepanzerte Fahrzeuge   |                   |
| BMP-1                  | 180               |
| BMP-2                  | 172               |
| BTR-60                 | 24                |
| BTR-70                 | 36                |
| BTR-80                 | 290               |
| BRDM-2                 | 13                |
|                        | und weitere       |
| davon einsatzfähig     | 971 (Stand: 2007) |
| Artillerie             |                   |
| 122 mm D-30            | 540               |
| 122 mm D-1             | ?                 |
| 152 mm D-20            | ?                 |
| 152 mm 2A36            | 140               |
| 120 mm 2S9             | ?                 |
| 122 mm 2S1             | 18                |
| 152 mm 2S3             | 17                |
| 203 mm 2S7             | 48                |
| davon einsatzfähig     | 800               |
| Raketenwerfer          |                   |
| 122 mm BM-21 Grad      | 60                |
| 220 mm BM-27 Uragan    | 49                |
| davon einsatzfähig     | 115               |

### Luftstreitkräfte
Die 12.500 Soldaten umfassenden Luftstreitkräfte gliedern sich in das 59. Jagdbomberregiment (Su-25), das 60. Jagdbomber-/AufklärungsRegiment (Su-24/-24MR), das 61. Mehrzweckkampffliegerregiment (MiG-29/-29UB), das 62. Mehrzweckkampffliegerregiment (Su-27/-27UB), einem Jagdbomberregiment (Su-25, L-39), das 65. Hubschrauberregiment (Mi-8), das 66. Hubschrauberregiment  (Mi-24, Mi-8, Mi-17, Mi-26) und einem gemischten Regiment.

#### Ausrüstung und Truppenstärke
| Luftstreitkräfte            |                  |
| Soldaten                    | 12.500           |
| Kampfflugzeuge              |                  |
| MiG-29                      | 32               |
| Su-27                       | 25               |
| Su-24                       | 31               |
| Su-17                       | 26               |
| davon einsatzfähig          | 80               |
| Transportflugzeuge          |                  |
| Il-76, AN-24, An-12, Tu-134 |                  |
| gesamt                      | 27               |
| Kampfhelikopter             |                  |
| Mi-24                       | 29               |
| Mi-8/Mi-17                  | 52               |
| davon einsatzfähig          | 52 (Stand: 2007) |
| Transporthelikopter         |                  |
| Mil Mi-6                    | 26               |
| Mil Mi-26                   | 1                |
| gesamt                      | 27               |

## Aktivitäten und Außenbeziehungen

### Waffenkontrollen und Deeskalation
Die Regierung hat den Auflagen der Waffenkontrollen der ehemaligen Sowjetunion ebenso wie dem Atomwaffensperrvertrag zugestimmt und unterstützte ein aktives Programm der Defense Threat Reduction Agency (DTRA) im Westen Usbekistans im Gebiet um Nukus und auf der Insel der Wiedergeburt (usbekisch: Tiklanish orollari, russisch: Ostrow Wosroschdenija) im Aralsee. Letzteres steht vor allem im Zusammenhang mit der Forschung an biologischen Waffen in den Jahren ab 1948 durch das sowjetische Militär.

### Beziehungen zu den USA

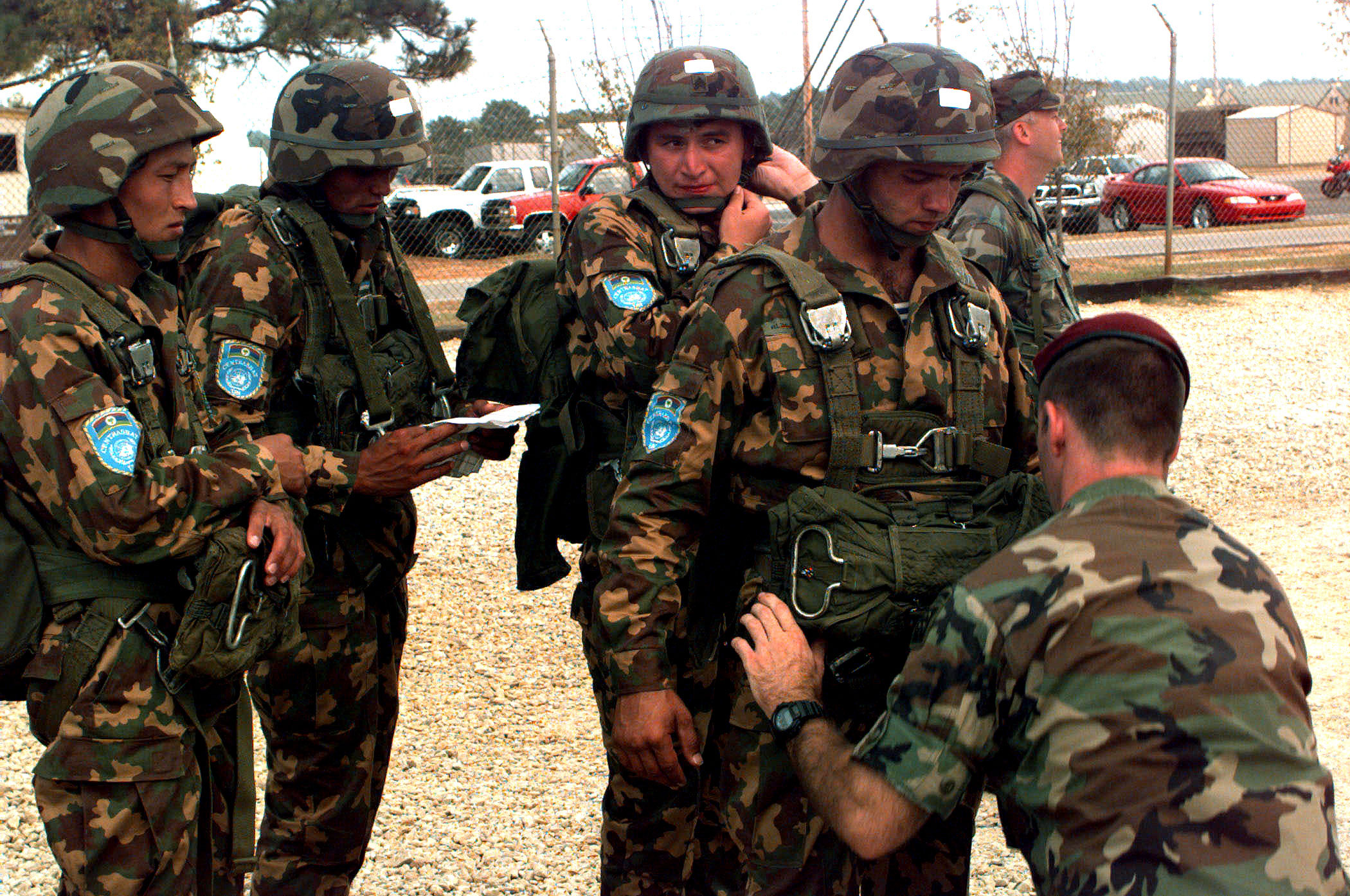
Usbekische Soldaten während einer Fallschirmausbildung in Fort Bragg (North Carolina) '97

Nach dem 11. September 2001 pachteten die USA eine Militärbasis an der Route Qarshi-Chanabad, die nahe der afghanischen Grenze liegt.
Eine gemeinsame Erklärung der Staaten der Shanghaier Organisation für Zusammenarbeit von Anfang Juli 2005 auf einer Konferenz in Astana (Kasachstan) forderte den Abzug der US-Truppen aus Zentralasien. Am 29. Juli 2005 erließ Usbekistan eine Bestimmung, die besagte, dass die US-Truppen das Land innerhalb von 180 Tagen zu verlassen hätten. Am 21. November 2005 war der Rückzug der in Usbekistan stationierten amerikanischen Truppen vollzogen.
Ab 2009 durften nichtmilitärische Versorgungsgüter über Usbekistan zu den US-Truppen in Afghanistan transportiert werden.

### Europäische Union stoppt Waffenverkäufe
2005 stoppte die EU die Waffenverkäufe und verhängte einjährige Aufenthaltsverbote für zwölf höhere Offiziere sowie den Sicherheitschef und die Minister für Inneres und Verteidigung, da sie beschuldigt werden, für die Kriegsverbrechen von Andijon verantwortlich zu sein. Das Waffenembargo wurde Ende 2009 aufgehoben.

### Russisch-usbekische Militärallianz
Im Jahre 2004 fand erstmals ein russisch-usbekisches Manöver in Usbekistan statt. Es war das erste Mal seit dem Zusammenbruch der Sowjetunion, dass sich russische Truppen innerhalb der Grenzen Usbekistans bewegten.
Usbekistan und Russland unterzeichneten im Juni 2004 einen Vertrag über eine strategische Partnerschaft, der neben einer Kooperation in der Sicherheitspolitik auch Waffenlieferungen und weitere Zusammenarbeit vorsieht.
Als nächsten Schritt unterzeichneten Russland und Usbekistan im November 2005 ein gemeinsames Verteidigungsbündnis, was unter anderem auf eine engere militärische Zusammenarbeit hinauslaufen wird und eine Unterstützung im Verteidigungsfall vorsieht.
Russland liefert der Armee Waffen und bildet ihre Soldaten aus.
Dies alles zeigt den Wandel der usbekischen Außenpolitik der letzten Jahre. Zuvor waren die USA der bevorzugte Partner Usbekistans gewesen. Die Beziehungen zu Russland waren bislang eher durch kühle Distanz gekennzeichnet.

### Menschenrechtsverletzungen
In der usbekischen Armee kommt es recht häufig vor, dass dort Offiziere ihre Unterstellten in extremem Maße schikanieren, meistens wohl indem sie einen Teil ihres Solds von ihnen erpressen. Bei Soldaten, die dies verweigerten, soll es schon zu schwerer Folter und daraus resultierenden Todesfällen gekommen sein.
Als im Sommer 1999 etwa 1000 bewaffnete islamistische Kämpfer aus Kirgisistan einfielen, soll die Regierung angeblich zur Verteidigung nur Offizieranwärter geschickt haben und keine regulären Truppen. Der Grund soll die Befürchtung der usbekischen Regierung gewesen sein, die Soldaten würden sich bei dieser Gelegenheit an ihren Vorgesetzten rächen.
Im Mai 2005 war das Militär an der Niederschlagung der Aufstände vom Ferghanatal in Andijon beteiligt.